# Karl Ziegler
Karl Waldemar Ziegler (Kassel, 26 de novembro de 1898 — Mülheim, 11 de agosto de 1973) foi um químico alemão. Foi agraciado com o Nobel de Química de 1963, com Giulio Natta, por seu "excelente trabalho sobre compostos organometálicos ... que levou a novas reações de polimerização e ... gerou o caminho para novos e altamente úteis processos industriais". É também conhecido por seu trabalho sobre radicais livres, assim como por ter desenvolvido do Catalisador Ziegler-Natta. Ziegler também recebeu o anel Werner von Siemens em 1960 junto com Otto Bayer e Walter Reppe, por expandir o conhecimento científico assim como o desenvolvimento técnico de novos materiais sintéticos.

## Avanços científicos
Ao longo de sua vida, Ziegler foi um defensor zeloso da indivisibilidade necessária de todos os tipos de pesquisa. Por causa disso, suas realizações científicas variam do fundamental ao mais prático, e sua pesquisa abrange uma ampla gama de tópicos dentro do campo da química. Como um jovem professor, Ziegler questionou: quais fatores contribuem para a dissociação das ligações carbono-carbono em derivados substituídos do etano? Essa questão levaria Ziegler a um estudo de radicais livres, compostos organometálicos, compostos em anel e, finalmente, processos de polimerização.

### Compostos de radicais livres
Enquanto ainda era estudante de doutorado na Universidade de Marburgo, Ziegler publicou seu primeiro artigo importante, que mostrou como os sais halocrômicos (R3C+Z-) podiam ser produzidos a partir de carbinóis. Trabalhos anteriores deixaram a impressão de que os sais halocrômicos ou radicais livres (R3C •) exigiam que R fosse aromático. Ele foi encorajado a tentar sintetizar radicais livres substituídos de forma semelhante e preparou com sucesso 1,2,4,5-tetrafenilalil em 1923 e pentafenilciclopentadienil em 1925. Esses dois compostos eram muito mais estáveis do que os radicais livres de carbono trivalentes anteriores, como trifenilmetil. Seu interesse pela estabilidade de compostos de radicais livres de carbono trivalentes levou-o a publicar a primeira de muitas publicações em que buscava identificar os fatores estéricos e eletrônicos responsáveis pela dissociação de derivados de etano hexa-substituídos.

### Compostos de anel de muitos membros
O trabalho de Ziegler com compostos de anéis de muitos membros também utilizou a natureza reativa dos compostos de metais alcalinos. Ele usou bases fortes, como os sais de lítio e sódio de aminas, para realizar a ciclização de hidrocarbonetos de cadeia longa que possuíam grupos ciano terminais. O composto do anel formado inicialmente foi então convertido no produto cetona macrocíclica desejada. O método sintético de Ziegler, que incluía a execução de reações em alta diluição para favorecer a ciclização intramolecular sobre as reações intermoleculares concorrentes, resultou em rendimentos superiores aos dos procedimentos existentes (Laylin): ele foi capaz de preparar cetonas alicíclicas de anéis grandes, C14 a C33, em rendimentos de 60–80%. Um exemplo notável dessa síntese foi a preparação da muscona, o princípio odorífero do almíscar animal por Leopold Ružička. Ziegler e colaboradores publicaram o primeiro de sua série de artigos sobre a preparação de grandes sistemas de anéis em 1933. Por seu trabalho nesta área e na química de radicais livres, ele foi premiado com a Medalha Memorial Liebig em 1935.

### Compostos organometálicos
O trabalho de Ziegler com radicais livres o levou aos compostos organo dos metais alcalinos . Ele descobriu que a cisão de éter abriu um novo método de preparação de alquilos de sódio e potássio,  e descobriu que esses compostos poderiam ser facilmente convertidos em derivados de etano hexa-substituídos. A natureza do substituinte pode ser facilmente e sistematicamente alterada usando esta via sintética simplesmente mudando a identidade do material de partida éter.

#### Alquilos de lítio
Mais tarde, em 1930, ele sintetizou diretamente alquilos e arilos de lítio a partir de lítio metálico e hidrocarbonetos halogenados. 4Li + 2RX - 2RLi Esta síntese conveniente estimulou numerosos estudos de reagentes RLi por outros, e agora os reagentes de organolítio são uma das ferramentas mais versáteis e valiosas do químico orgânico sintético. A própria pesquisa de Ziegler sobre alquils e olefinas de lítio levaria diretamente à descoberta de uma nova técnica de polimerização cerca de 20 anos depois.

#### Polimerização viva
Em 1927, ele descobriu que quando o estilbeno de olefina foi adicionado a uma solução de éter etílico de fenilisopropil potássio, ocorreu uma mudança abrupta de cor de vermelho para amarelo. Ele tinha acabado de observar a primeira adição de um composto de metal organoalcalino através de uma ligação dupla carbono-carbono. Trabalhos posteriores mostraram que ele poderia adicionar sucessivamente mais e mais do hidrocarboneto olefínico butadieno a uma solução de fenilisopropil potássio e obter um hidrocarboneto de cadeia longa com a extremidade organopotássica reativa ainda intacta. Oligômeros como esses foram os precursores dos chamados " polímeros vivos "

#### Polietileno
Como Ziegler estava trabalhando no Instituto Max Planck para Pesquisa de Carvão , o etileno estava prontamente disponível como um subproduto do gás de carvão. Por causa dessa matéria-prima barata de etileno e da relevância para a indústria do carvão, Ziegler começou a fazer experiências com etileno e teve como objetivo sintetizar polietileno de alto peso molecular. Suas tentativas foram frustradas porque uma reação de eliminação competitiva continuou ocorrendo, causando um resultado anômalo: em vez de o etileno ser convertido em uma mistura de alquilos superiores de alumínio, seu dímero, 1-buteno, era quase o único produto. Foi argumentado que um contaminante deve estar presente para causar essa reação de eliminação inesperada, e a causa acabou sendo determinada como traços de sais de níquel. Ziegler percebeu a importância dessa descoberta; se um sal de níquel pudesse ter uma influência tão dramática no curso de uma reação de etileno-alquil alumínio, então talvez outro metal pudesse atrasar a reação de eliminação. Ziegler e seu aluno H. Breil descobriram que os sais de cromo, zircônio e especialmente titânio não promoveram a eliminação de R2AlH, mas, em vez disso, aceleraram enormemente a reação de "crescimento". A simples passagem de etileno, à pressão atmosférica, em uma quantidade catalítica de TiCl3 e Et2AlCl dissolvidos em um alcano superior levou à deposição imediata de polietileno. Ziegler foi capaz de obter polietileno de alto peso molecular (MW> 30 000) e, o mais importante, fazê-lo em baixas pressões de etileno. O grupo Ziegler subitamente passou a ter um procedimento de polimerização de etileno superior a todos os processos existentes.

#### Catalisador Ziegler – Natta
Em 1952, Ziegler revelou seu catalisador para a Montecatini Company na Itália, da qual Giulio Natta atuava como consultor. Natta denotou essa classe de catalisadores como "catalisadores de Ziegler" e ficou extremamente interessado em sua capacidade e potencial para polimerizar estereorregularmente α-olefinas, como o propeno. Ziegler, entretanto, concentrou-se principalmente na produção em grande escala de polietileno e copolímeros de etileno e propileno. Logo a comunidade científica foi informada de sua descoberta. Altamente cristalino e polímeros estereorregulares que anteriormente não podiam ser preparados tornaram-se sinteticamente viáveis. Por seu trabalho na polimerização controlada de hidrocarbonetos por meio do uso desses novos catalisadores organometálicos, Karl Ziegler e Giulio Natta dividiram o Prêmio Nobel de Química em 1963.

## Prémios
- 1935 - Medalha Liebig[7]
- 1953 - Medalha Carl-Duisberg[8]
- 1955 - Medalha Lavoisier (SCF)[9]
- 1960 - Anel Werner von Siemens[10]
- 1963 - Nobel de Química[11]
- 1971 - Medalha Wilhelm Exner[12]
- 2010 - Hall da Fama da Pesquisa Alemã[13]